# The Barber of Birmingham: Foot Soldier of the Civil Rights Movement
The Barber of Birmingham: Foot Soldier of the Civil Rights Movement ist ein Dokumentar-Kurzfilm von Gail Dolgin und Robin Fryday aus dem Jahr 2011.
Die Premiere des Films fand am 22. Januar 2011 auf dem Sundance Film Festival 2011 statt. Auf dem Ashland Independent Film Festival 2011 gewann der Film den Preis in der Kategorie „Beste Kurz-Dokumentation“. Am 24. Januar 2012 erfolgte eine Nominierung für einen Oscar 2012 in der Kategorie Bester Dokumentar-Kurzfilm.
Die Dokumentation wurde im August 2012 auf dem Sender PBS innerhalb der Dokumentationsreihe P.O.V. ausgestrahlt.

## Handlung
Die Kurz-Dokumentation erzählt die Geschichte von James Armstrong, einem Friseur aus Birmingham. James Armstrong, ein Kriegsveteran des Zweiten Weltkriegs, war ein Mitglied der Bürgerrechtsbewegung in Amerika zwischen 1955 und 1968. Armstrong war einer der Flaggenträger bei den Selma-nach-Montgomery-Märschen im Jahr 1965. Er kämpfte auch für die Zulassung seiner zwei Söhne auf eine – bis zu diesem Zeitpunkt – Grundschule mit rein hellhäutigen Kindern. Er wird als „Fußsoldat“ der Bewegung beschrieben. In der Dokumentation erzählt er von der damaligen Bürgerrechtsbewegung und seinen Erlebnissen.

## Hintergrund
Robin Fryday traf Armstrong, als sie 2008 nach Birmingham kam, um einen Dokumentarfilm über die Alltagshelden der Bürgerrechtsbewegung zu drehen. Der Grund dafür war die mögliche Nominierung von Barack Obama als erster afro-amerikanischer Präsident. Dabei wurde sie auf Armstrong aufmerksam gemacht. Fryday empfand ihn als „starken Protagonisten“ und machte sich auf die Suche nach einem Partner für die Dokumentation. Dabei wurde sie Gail Dolgin vorgestellt, mit welcher Fryday letztendlich bei dem Projekt zusammenarbeitete.
James Armstrong starb am 18. November 2009 im Alter von 86 Jahren an Herzinsuffizienz. Kurz vor seinem Tod sah er eine noch frühe Version der Kurz-Dokumentation.
Drei Monate und fünfzehn Tage vor der Premiere auf dem Sundance, am 7. Oktober 2010, starb die Co-Regisseurin Gail Dolgin an Brustkrebs.